# ギベトン
ギベトン(英語:Gibbethon)は旧約聖書に登場する地名でダン族の相続地にあった町の名前である。「盛り上がった所」という意味である。現在の、テル・エル・メラテであると言われる。
レビ族の氏族の一つである、ケハテ族に与えられた町のひとつである。北イスラエル王国のナダブ王をバシャが、ギベトンで殺害して王となった。
その後、ギベトンはペリシテ人の支配下に陥ったが、イスラエル軍がペリシテ人から奪還しようとしていた時、ジムリがバシャの子エラを殺して王となったという知らせ受けたので、イスラエル軍のオムリ将軍を王とした。
トゥトメス3世がシリヤ遠征の時に用いた「海の道」の西分岐道路上重要な要塞であった。